# Chriolepis minutillus
Chriolepis minutillus är en fiskart som beskrevs av Charles Henry Gilbert 1892. Chriolepis minutillus ingår i släktet Chriolepis och familjen smörbultsfiskar. IUCN kategoriserar arten globalt som otillräckligt studerad. Inga underarter finns listade i Catalogue of Life.